# Потаповичі
Потапо́вичі — село в Україні, в Коростенському районі Житомирської області. Входить до складу Овруцької міської громади. Населення становить 465 осіб.

## Історія
У 1906 році — село Велико-Фосенської волості Овруцького повіту Волинської губернії. Відстань від повітового міста 7 верст, від волості 2. Дворів 122, мешканців 784.
У 1923—54 роках — адміністративний центр Потаповицької сільської ради Овруцького району.

## Населення

### Мова
Розподіл населення за рідною мовою за даними перепису 2001 року:
| Мова       | Кількість | Відсоток |
| ---------- | --------- | -------- |
| українська | 462       | 99.36%   |
| румунська  | 2         | 0.43%    |
| російська  | 1         | 0.21%    |
| Усього     | 465       | 100%     |